# Desbordesius
Desbordesius là một chi bọ cánh cứng trong họ Chrysomelidae.
Chi này được Laboissiere miêu tả khoa học năm 1933.

## Các loài
Chi này gồm các loài:
- Desbordesius piceus Kimoto, 1989